# Ludwig Nikolaus Litz

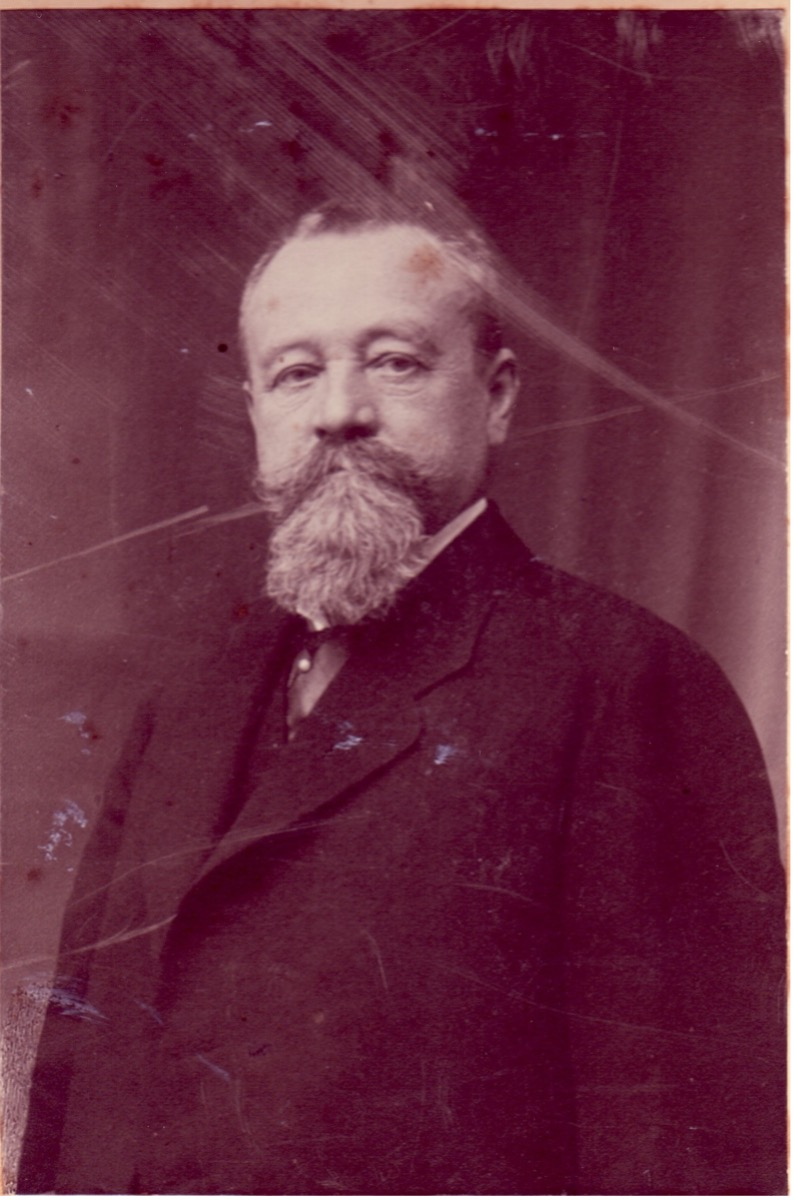
Ludwig Nikolaus Litz

Ludwig Nikolaus Litz (* 19. Juli 1851 auf Reuschenberg in Bürrig; † 7. Dezember 1913 auf Gut Schönrath bei Mülheim) war Landwirt und Pferdezüchter auf den nahe beieinander liegenden Gutshöfen Schönrath und Neurath. Er war Mitglied des Aufsichtsrats der Braunkohle-Brikettwerke Berggeist und Lukretia sowie der Zuckerfabrik Brühl. Er war einer der ersten und bedeutendsten Züchter von Kaltblutpferden in der preußischen Rheinprovinz.

## Leben

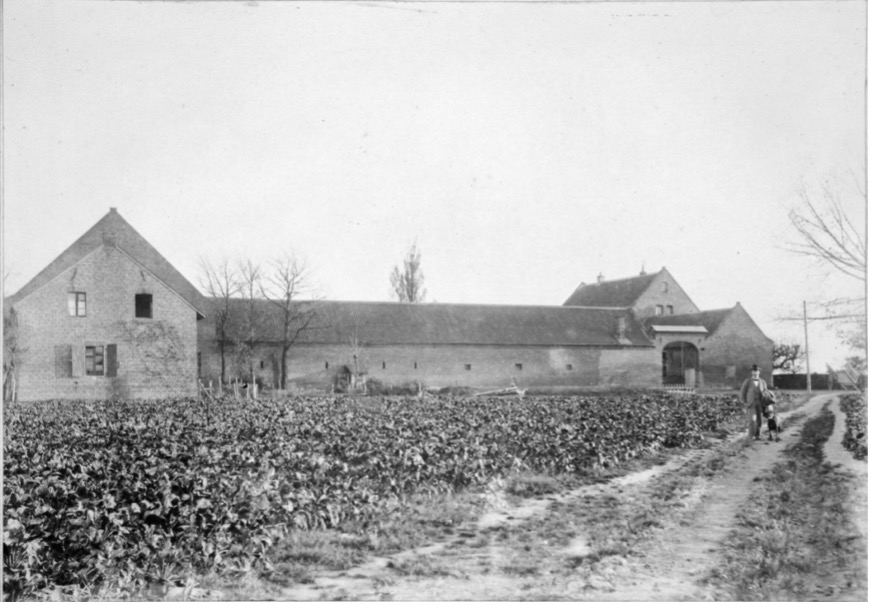
Das Hofgut Neurath bei (Köln)-Mülheim um 1900

Ludwig Nikolaus Litz wurde als Sohn von Heinrich Johann Litz geboren, des damaligen Verwalters der Liegenschaften von Schloss Reuschenberg des Grafen Franz Egon von Fürstenberg-Stammheim. Der Vater pachtete später die zum Eigentum des Grafen gehörenden Gutshöfe Neurath und Schönbach bei Mülheim a. Rh. (Köln). Ludwig absolvierte eine landwirtschaftliche Ausbildung und entwickelte sich nach seiner Militärzeit bei den Deutzer Kürassieren sowie der Teilnahme am Deutsch-Französischen Krieg von 1870/71 zum namhaften Landwirt und Pferdezüchter. Am 2. Juni 1875 heiratete er Alouise Leuffen, Tochter des Landwirts Arnold Leuffen auf Haus Haan bei Dünnwald (Köln). Nach dem Tod seines Vaters 1875 bewirtschaftete Ludwig die Höfe Neurath und Schönrath, nach dem Tod seines Schwiegervaters am 27. September 1891 zusätzlich die angrenzenden Ackerflächen von Haus Haan und damit insgesamt 1243,5 Morgen.
Ludwig Nikolaus brachte das Rheinische Kaltblutpferd durch seine Zucht zu Ansehen. Die Schönrather Pferdezucht wurde die bedeutendste im Westen des Kaiserreiches.
Parallel dazu engagierte er sich als Gesellschafter und Mitglied des Aufsichtsrats für die Braunkohlen-Brikettwerken Lukretia und Berggeist sowie Zuckerfabrik Brühl.
Kurz vor dem Ersten Weltkrieg misslang der Plan einer Konservierungsfabrik für Fleisch, Gemüse und Obst, da die als Produktionsstätte vorgesehenen Gebäude der geschlossenen Bergischen Löwenbrauerei von der Mülheimer Brauerei Balsam übernommen worden waren.
In einem Schreiben vom 9. Mai 1888 an den damaligen Bürgermeister von Mülheim a. Rh. Friedrich Wilhelm Steinkopf wies er auf Flurschäden und insbesondere auf die allgemeinen Gefahren hin, die von den Abgasen des abgebrochenen Schornsteins der chemischen Fabrik Colombia ausgehen, und bat, dieser den Betrieb zu untersagen.

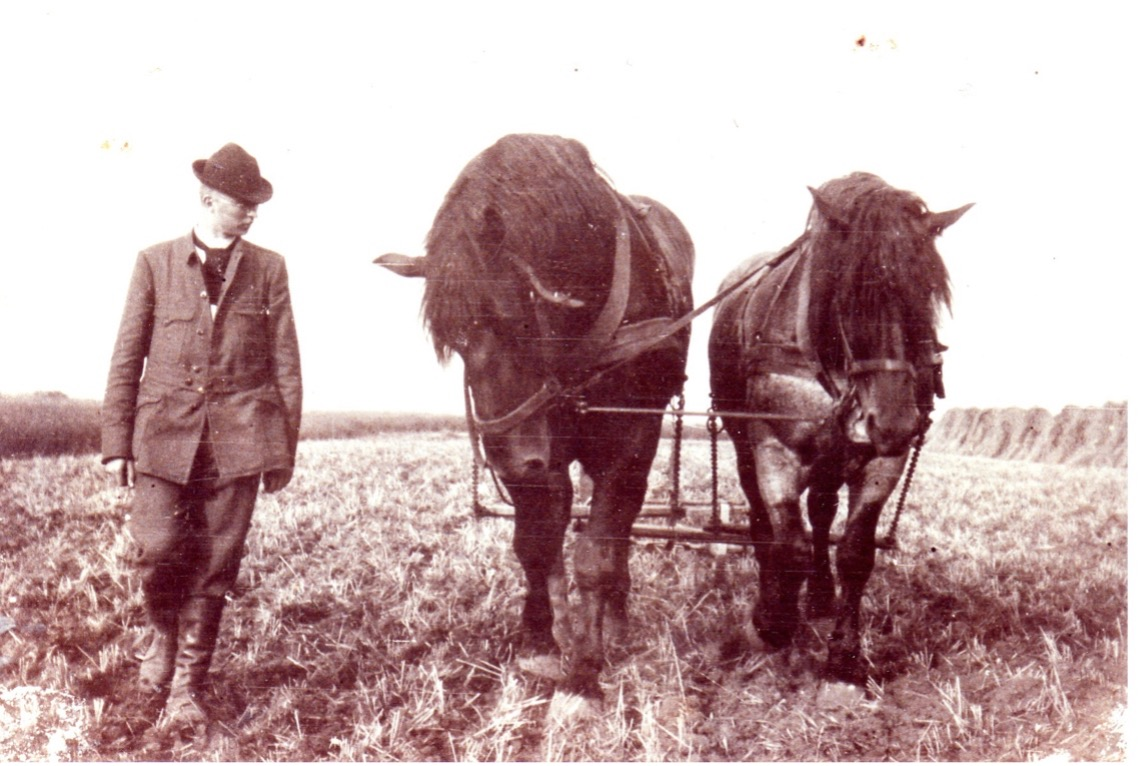
Eleve Paul de Scharen mit Hengst Coloß (links) und Stute im Geschirr

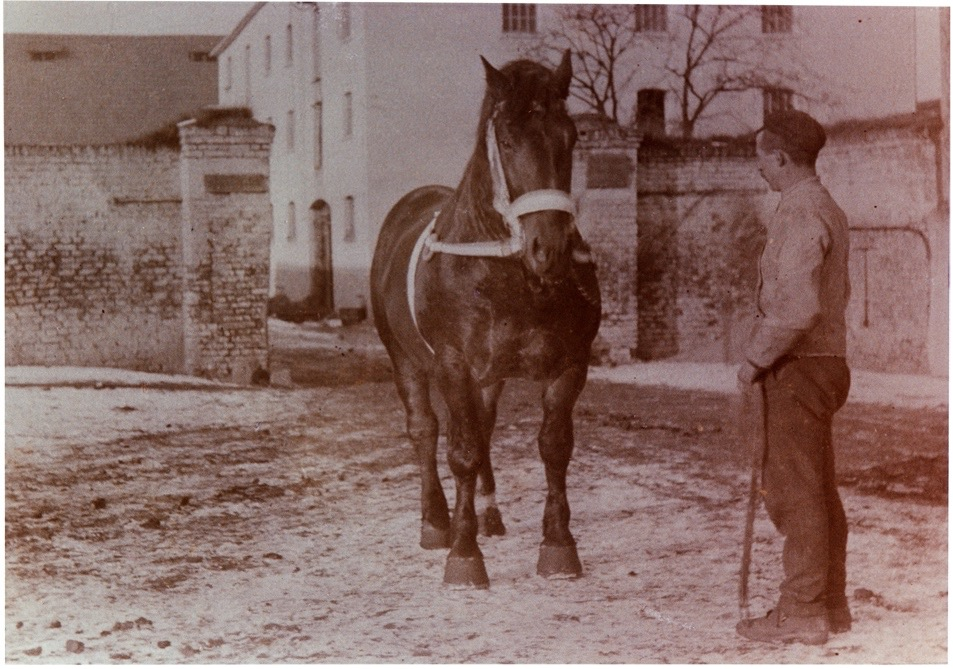
Hengst Rochus mit Gutsschmiedemeister Nikolaus Schäfer

Es wird berichtet, dass Litz sich seinen Arbeitern gegenüber, darunter viele Ausländer, außergewöhnlich sozial verhalten habe. Die „Litze Hüser“ – Wohnungen für seine gelernten Arbeiter – und die Betreuung der alten Gehilfen gelten als Beleg für eine familiäre Stimmung.
Ständig waren Eleven zur Landwirtsausbildung auf den Höfen Schönrath und Neurath.
Ludwig Nikolaus Litz starb am 6. Dezember 1913 im Alter von 62 Jahren auf Gut Schönrath und wurde unter beeindruckender Beteiligung im Familiengrab auf dem Alten Katholischen Friedhof in Köln-Mülheim bestattet.

## Pferdezucht
Litz brachte das Rheinische Kaltblutpferd durch seine Zuchtergebnisse zu Ansehen. Die Schönrath-Neurather Pferdezucht wurde die bedeutendste im Westen des Kaiserreiches. Auf dem Schönrather Hof standen zeitweise bis zu 200 Zucht- und Arbeitspferde. Die herausragendsten Vererber hießen Coloss und Rochus. Der Hengst Rochus und siebzehn eingetragene Stuten wurden beispielsweise Sieger bei der Hengstschau 1907 in Köln. Durch ihn siegte erstmals ein Rheinischer Kaltbluthengst über die bisher stets siegreichen, importierten Belgischen Kaltbluthengste. Von Schönrath (Köln) holten der königliche Oberlandstallmeister Graf Lehndorff und alle namhaften Gestütsverwalter die Zuchttiere. Hengste und Stuten gingen in die Nachbarstaaten, sogar nach Russland und gelegentlich auch nach Amerika.

## Landwirtschaft
Der zunehmende Bedarf der schnell wachsenden Städte Mülheim und Köln an Fleisch und die daraus resultierenden erhöhten Frachtkosten veranlassten Litz, die Schweinezucht stadtnah zu erweitern. Da das Mästen der Tiere im Weidegang erfolgte, erreichte auf den Weiden des Besitzes, der sich vom Rhein bis über den Weidenbruch im heutigen Stadtteil Köln-Höhenhaus erstreckte, der Höchstbestand 3000 Tiere.
Auch die Gemüseproduktion wurde vergrößert. Beispielsweise wurden zur Erntezeit bis zu Vierzig Zentner Spargel täglich sortiert, verpackt und verschickt. Über Kommissionäre gingen die Postkolli durch ganz Deutschland, und jeden Morgen um vier Uhr rollten die Wagen zum Kölner Markt.

## Nachwirkung
Nach Ludwig Nikolaus Litz’ Tod war sein Sohn Ludwig (1888–1975) für die Kaltblutpferdezucht verantwortlich, unterstützt durch seinen Bruder Wilhelm (1892–1973), der die Pferdewirtschaft in Schönrath schon durch die Zucht von Vollblutpferden abrundete.
Schönrath-Neuraths Vollblutpferde siegten bei den bedeutendsten Prüfungen des Westens. Die Turfpresse stellte durch Vergleich der relativen Züchterprämien (Gesamtzüchterprämie/Anzahl Mutterstuten) fest, dass Schönrath, außer der herausragenden Kaltblutpferdezucht – neben Gestüt Ravensberg – auch die erfolgreichste Vollblutpferdezucht im Westen führte.
Die Vollblüterzucht endete in Schönrath Anfang 1945 abrupt infolge der Vernichtung des Grundstocks der Vollblutpferde durch einen Blitzeinschlag während eines Unwetters; die Kaltblüterzucht dagegen wurde infolge des Siegeszugs der Traktoren unrentabel. Nach Ludwigs Tod 1957 entschlossen sich deshalb seine Söhne Heinrich (1922–2000) und Ludwig (1926–2006) zur Aufgabe der Zucht. Sie stellten auch die andere Tierhaltung (Milchkühe, Rindvieh, Schweine) bis 1974 allmählich ein und spezialisierten sich beim Ackerbau auf die Produktion von Getreidesaatgut, Zuckerrüben und Mais.
Heute wird der Hof durch die fünfte Generation Litz weiter so bewirtschaftet.
Neurath wurde nach Ende des Zweiten Weltkriegs nicht mehr von der Familie Litz verwaltet, da sich mit zunehmender Besiedlung, d. h. vermehrtem Haus- und Straßenbau die Ackerfläche stark verringerte. Zudem war der Hof wegen vermehrter Eisenbahn- und Autobahntrassen nur noch umständlich zu erreichen, so dass er zu einer unrentablen Insel wurde und nach seinem Verfall abgerissen wurde.